# Avenida Southern (Metro de Washington)
Avenida Southern es una estación en la línea Verde del Metro de Washington, administrada por la Autoridad de Tránsito del Área Metropolitana de Washington. La estación se encuentra localizada en 3101 Branch Avenue en Temple Hills, Maryland. La estación Avenida Southern fue inaugurada el 13 de enero de 2001.

## Descripción
La estación Avenida Southern cuenta con 1 plataforma central. La estación también cuenta con 1.368 de espacios de aparcamiento.

## Conexiones
La estación cuenta con las siguientes conexiones de autobuses: 
- Rutas del Metrobus
* Rutas del TheBus